# Wintjiya Napaltjarri
Wintjiya Napaltjarri (nascuda al nord-oest de Kintore, Territori del Nord, entre 1923 i 1934), és una pintora aborigen australiana de llengua pintupi. És germana de la també artista Tjunkiya Napaltjarri, i totes dues van estar casades amb Toba Tjakamarra, amb qui Wintjiya tingué cinc fills.
La introducció de Wintjiya a l'art aborigen fou molt tardana, l'any 1994, quan participà en una acció pictòrica i de teixir bàtiks en grup. També s'ha dedicat a l'aiguafort amb punta seca. La iconografia dels seus quadres sòl centrar-se en la representació d'ous de formiga voladora (waturnuma) i plomes (nyimparra), generalment emprant només els colors roig o negre sobre un fons blanc.
Els anys 2007 i 2008 fou finalista del premi nacional d'art aborigen, i les seves obres estan exposades a diversos museus australians, com l'Art Gallery of New South Wales, el Museum and Art Gallery of the Northern Territory, la National Gallery of Australia i la National Gallery of Victoria. I fins i tot a la Universitat de Virgínia (EUA).